# Faloppio
Faloppio (lombardul: Falòpp) település Olaszországban, Lombardia régióban, Como megyében. Lakosainak száma 4837 fő (2023. január 1.). Faloppio Albiolo, Colverde, Uggiate-Trevano és Olgiate Comasco községekkel határos.

## Népesség
A település lakossága az elmúlt években az alábbi módon változott:
| Lakosok száma | 4761 | 4744 | 4837 |
|               | 2017 | 2018 | 2023 |